# Mbox
MBOX je souborový formát pro skladování elektronické pošty. Všem e-mailům, které jsou v poštovním klientu uloženy v jedné složce, odpovídá jeden MBOX soubor. E-maily jsou v tomto souboru uloženy v textové podobě za sebou. Tento formát nebyl nikdy popsán v žádném RFC, takže není plně standardizován a jednotlivé implementace se mohou lišit. Používají jej poštovní klienti založené na Mozille (např. Mozilla Thunderbird) či Eudora.